# Deuterollyta
Deuterollyta är ett släkte av fjärilar. Deuterollyta ingår i familjen mott.

## Dottertaxa tillDeuterollyta, i alfabetisk ordning[1]
- Deuterollyta abachuma
- Deuterollyta acheola
- Deuterollyta agathoa
- Deuterollyta aidana
- Deuterollyta albiferalis
- Deuterollyta albimedialis
- Deuterollyta amazona
- Deuterollyta amazonalis
- Deuterollyta anacita
- Deuterollyta anastasia
- Deuterollyta andeola
- Deuterollyta ansberti
- Deuterollyta athanasia
- Deuterollyta basilata
- Deuterollyta byroxantha
- Deuterollyta cacalis
- Deuterollyta cantianilla
- Deuterollyta chlorisalis
- Deuterollyta chrysoderas
- Deuterollyta claudalis
- Deuterollyta cononalis
- Deuterollyta conrana
- Deuterollyta conspicualis
- Deuterollyta cristalis
- Deuterollyta dapha
- Deuterollyta desideria
- Deuterollyta egvina
- Deuterollyta extensa
- Deuterollyta ferrifusalis
- Deuterollyta francesca
- Deuterollyta fuscifusalis
- Deuterollyta hemizonalis
- Deuterollyta hispida
- Deuterollyta hospitia
- Deuterollyta incrustalis
- Deuterollyta infectalis
- Deuterollyta lactiferalis
- Deuterollyta luciana
- Deuterollyta lutosalis
- Deuterollyta majuscula
- Deuterollyta malrubia
- Deuterollyta maroa
- Deuterollyta martinia
- Deuterollyta maurontia
- Deuterollyta mava
- Deuterollyta mediosinalis
- Deuterollyta medusa
- Deuterollyta monosemia
- Deuterollyta multicolor
- Deuterollyta musettalis
- Deuterollyta nigripuncta
- Deuterollyta nigropunctata
- Deuterollyta obscuralis
- Deuterollyta oduvalda
- Deuterollyta oediperalis
- Deuterollyta pagiroa
- Deuterollyta perseella
- Deuterollyta phileasalis
- Deuterollyta prudentia
- Deuterollyta pyropicta
- Deuterollyta ragonoti
- Deuterollyta raymonda
- Deuterollyta rufitinctalis
- Deuterollyta sara
- Deuterollyta sisinnia
- Deuterollyta steinbachalis
- Deuterollyta subcurvalis
- Deuterollyta subfusca
- Deuterollyta suiferens
- Deuterollyta tenebrosa
- Deuterollyta terrenalis
- Deuterollyta theodota
- Deuterollyta thermochroalis
- Deuterollyta translinea
- Deuterollyta umbrosalis
- Deuterollyta variegata
- Deuterollyta yva
- Deuterollyta zetila